# FC Luch Minsk (2012)
El Luch Minsk (en ruso: ФК Луч; en bielorruso: ФК Прамень Мінск) fue un equipo de fútbol de Bielorrusia que jugó en la Liga Premier de Bielorrusia, la primera división nacional.

## Historia
Fue fundado en el año 2012 en la capital Minsk con el nombre ALF-2007 Minsk eligiendo a los mejores futbolistas aficionados de la capital para formar al equipo. Ese año tuvo una buena temporada en la liga capitalina y fueron aceptados en la Segunda Liga de Bielorrusia para la temporada 2013 y cambiaron su nombre por el actual en 2014.
En 2015 es campeón de la tercera división y logra el ascenso a la Primera Liga de Bielorrusia, en la cual dura dos temporadas logrando el ascenso a la Liga Premier de Bielorrusia para la temporada 2018 tras lograr el título de campeón.
Tras finalizar la temporada en el lugar 13 el club se fusuona con el FC Dnepr Mogilev y pasa a llamarse FC Dnyapro Mogilev, tomando la licencia, el lugar en la Liga Premier de Bielorrusia, los patrocinadores y la mayor parte de la plantilla, con lo que desaparece.

## Palmarés
- Primera Liga de Bielorrusia: 1

2017
- Segunda Liga de Bielorrusia: 1

2015

## Temporadas
| Año  | Liga               | Pos. | J  | G  | E  | P  | Goles | Puntos | Copa |
| ---- | ------------------ | ---- | -- | -- | -- | -- | ----- | ------ | ---- |
| 2013 | Minsk              | 12   | 24 | 4  | 8  | 12 | 24–41 | 20     | 1/32 |
| 2014 | BSL Grupo — А      | 4    | 22 | 10 | 5  | 7  | 36–24 | 35     | 1/64 |
| 2014 | BSL - Final        | 7    | 14 | 3  | 0  | 11 | 10–28 | 9      | 1/64 |
| 2015 | BSL Grupo — Б (Д3) | 2    | 18 | 12 | 2  | 4  | 53–17 | 38     | 1/32 |
| 2015 | BSL - Final        | 1    | 14 | 9  | 1  | 4  | 26–14 | 28     | 1/32 |
| 2016 | BFL                | 4    | 26 | 12 | 6  | 8  | 38–28 | 41     | 1/32 |
| 2017 | BFL                | 1    | 30 | 22 | 7  | 1  | 73–22 | 63     | 1/16 |
| 2018 | BPL                | 13   | 30 | 4  | 12 | 14 | 24–44 | 24     | 1/16 |